# Erhard Agricola
Erhard Agricola (* 14. September 1921 in Leipzig; † 24. Januar 1995 ebenda) war ein deutscher Sprachwissenschaftler und Schriftsteller.

## Leben und Werk
Er nahm als Soldat am Zweiten Weltkrieg teil (Westfeldzug) und geriet in Kriegsgefangenschaft. Agricola studierte 1946 bis 1951 in Leipzig  Germanistik, Anglistik und Publizistik, promovierte dort 1954 (Die Komik der Strickerschen Schwänke. Ihr Anlaß, ihre Form, ihre Aufgabe) und arbeitete 1951 bis 1959 als Wörterbuchredakteur bei der Akademie der Wissenschaften der DDR in Berlin. Ab 1960 war er  Forschungsgruppenleiter für Theoretische Linguistik und Lexikologie am Zentralinstitut für Sprachwissenschaft derselben Akademie und habilitierte sich 1966 (Syntaktische Mehrdeutigkeit (Polysyntaktizität) bei der Analyse des Deutschen und des Englischen). Er veröffentlichte über 70 wissenschaftliche Arbeiten zu Texttheorie und Linguistik. Seit 1986 war er Rentner, setzte seine Arbeit aber als freischaffender Schriftsteller in Markkleeberg fort.
Agricola schrieb zwei Romane, in denen er die Elemente des Kriminalromans, des historischen Romans und der Science-Fiction kombiniert. Darüber hinaus vermitteln beide Romane detaillierte Beobachtungen des Alltags ihrer Zeit in den deutschen Kleinstädten Wernigerode bzw. Altenburg.
Außerdem verarbeitete er seine Erinnerungen an den Kriegseinsatz literarisch. Der darauf basierende Roman wurde postum herausgegeben.
In Tagungsbericht oder Kommissar Dabberkows beschwerliche Ermittlungen im Fall Dr. Heinrich Oldenbeck schildert er im Rahmen eines historischen Romans, der um 1930 spielt, einen spannenden Kriminalfall, in dem es um eine phantastische Wunderdroge geht, die das kinderleichte Erlernen fremder Sprachen ermöglicht, aber dramatische Nebenwirkungen hat. Der zweite Roman Im Bann der zaubermächtigen Kirke handelt im Theater und spielt wiederum mit Elementen aus Krimi und SF. Handlungszeitraum sind diesmal die 1970er-Jahre in der DDR. Eine neuartige Bühnendekoration, eine Laserprojektion, die scheinbar Menschen spurlos verschwinden lassen kann, liefert die Grundlage einer verzwickt konstruierten Handlung.

## Wissenschaftliche Werke (Auswahl)
- 1962: (als Herausgeber): Wörter und Wendungen. Wörterbuch zum deutschen Sprachgebrauch

verbessert 1976 als Lexikon der Wörter und Wendungen
- 1969: Semantische Relationen in Text und im System
- 1977: (mit Christiane Agricola): Wörter und Gegenwörter. Antonyme der deutschen Sprache. Eine Sammlung von Wortpaaren zum sprachlichen Ausdruck dialektischer und logischer Gegensätze
- 1979: Textstruktur, Textanalyse, Informationskern
- 2003: Wörterbuch des christlich geprägten Wortschatzes. Aus dem Nachlaß bearbeitet und für den Druck vorbereitet von Wilhelm Braun

## Belletristische Werke
- 1976: Tagungsbericht oder Kommissar Dabberkows beschwerliche Ermittlungen im Fall Dr. Heinrich Oldenbeck. Roman (Greifenverlag zu Rudolstadt, 559 S., 3. Auflage 1986)
- 1987: Im Bann der zaubermächtigen Kirke. Roman (Greifenverlag zu Rudolstadt, 432 S., ISBN 3-7352-0054-0)
- 2001: Feldzug mit Miro (autobiografischer Roman, als Privatdruck herausgegeben von Christiane Agricola)